# 殷都 (萬曆進士)
殷都（1531年—1602年），字無美，一字開美，號海岱，又號斗墟子，直隸蘇州府嘉定縣人，民籍，明朝政治人物。

## 生平
萬曆元年（1573年）癸酉科應天鄉試第四十六名舉人，萬曆十一年（1583年）癸未科進士。都察院觀政，次年授湖广夷陵州知州，十三年充本省乡试同考官，十六年再充本省同考，本年升兵部员外郎，十八年升职方司郎中，十九年調南京刑部，二十一年京察浮躁，三十年壬寅卒。著作有《爾雅齋文集》。

## 家族
曾祖父殷昂；祖父殷璣；父親殷輅。母吳氏。